# Dave Stallworth
David A. „Dave” Stallworth (ur. 20 grudnia 1941 w Dallas, zm. 15 marca 2017 w Wichita) – amerykański koszykarz występujący na pozycjach silnego skrzydłowego oraz środkowego, mistrz NBA z 1970 roku.

## Osiągnięcia
Na podstawie, o ile nie zaznaczono inaczej.
NCAA
- Uczestnik rozgrywek:
  - NCAA Final Four (1965)
  - Elite Eight turnieju NCAA (1964, 1965)
- Mistrz sezonu zasadniczego konferencji Missouri Valley (MVC – 1968)
- Zaliczony do:
  - I składu:
    - All-American (1964)
    - MVC (1963–1965)

  - II składu All-American (1965)
  - III składu All-American (1963 przez United Press International)
- Klub Wichita State Shockers zastrzegł należący do niego numer 42

AAU
- Zaliczony do I składu Amateur Athletic Union Men's Basketball All-Americans (1965)

NBA
- Mistrz NBA (1970)[1]
- Wicemistrz NBA (1972)[1]